# Marie von Wallersee-Larisch
Pour les articles homonymes, voir Larisch.
 (janvier 2020).
Si vous disposez d'ouvrages ou d'articles de référence ou si vous connaissez des sites web de qualité traitant du thème abordé ici, merci de compléter l'article en donnant les références utiles à sa vérifiabilité et en les liant à la section « Notes et références ».
Marie-Louise Élisabeth von Wallersee, née le 24 février 1858, morte le 4 juillet 1940, devenue comtesse Larisch par son mariage, est une nièce de l'impératrice d'Autriche Élisabeth de Wittelsbach, dite Sissi. Compromise dans le drame de Mayerling, puis disgraciée, elle a laissé des Mémoires controversés sur sa vie mouvementée.

## Biographie

### Nièce morganatique de l'impératrice
Marie-Louise est une enfant naturelle que la comédienne Henriette Mendel eut de sa liaison avec le duc Louis-Guillaume en Bavière (1831-1920), petit-fils du roi Maximilien Ier de Bavière, fils aîné du duc Maximilien en Bavière et frère de l'impératrice Élisabeth d'Autriche et de la reine Marie-Sophie des Deux-Siciles. L'année suivante, le duc a de sa maîtresse un fils, qui ne survit pas.
Bravant les conventions de son milieu, le duc préfère renoncer à ses devoirs et à ses prérogatives et épouse la mère de ses enfants en 1859. C'est une union morganatique, l'épouse n'étant pas née membre d'une famille régnante. De même, si les enfants sont légitimés par le mariage, ils ne sont pas considérés comme étant membres de la maison royale de Bavière et ne sont pas dynastes et porteront les noms et titres de leur mère. En effet, pour étouffer le scandale, la discrète Henriette renonce à sa carrière, est anoblie et sera désormais appelée par son titre qui devient le nom de ses enfants : baronne von Wallersee.
Bien éduquée, jolie et excellente cavalière, Marie-Louise de Wallersee, comme sa mère, n'est pas admise aux honneurs de la cour. 
Paradoxalement, c'est à cause de ses origines qu'elle plaît à son excentrique « tante Sissi », l'impératrice d'Autriche, elle aussi fervente cavalière, qui lui accorde sa protection et, par défi et abus de pouvoir, la fait entrer dans les cercles aristocratiques austro-hongrois, au déplaisir de ceux qui trouvent qu'une fille d'actrice n'a pas sa place à la Cour. 
L'impératrice confie à Marie-Louise, alors âgée de 15 ans, le rôle ambigu d'être une « compagne de jeu » et une confidente pour sa fille Marie-Valérie qui n'a que 7 ans. 

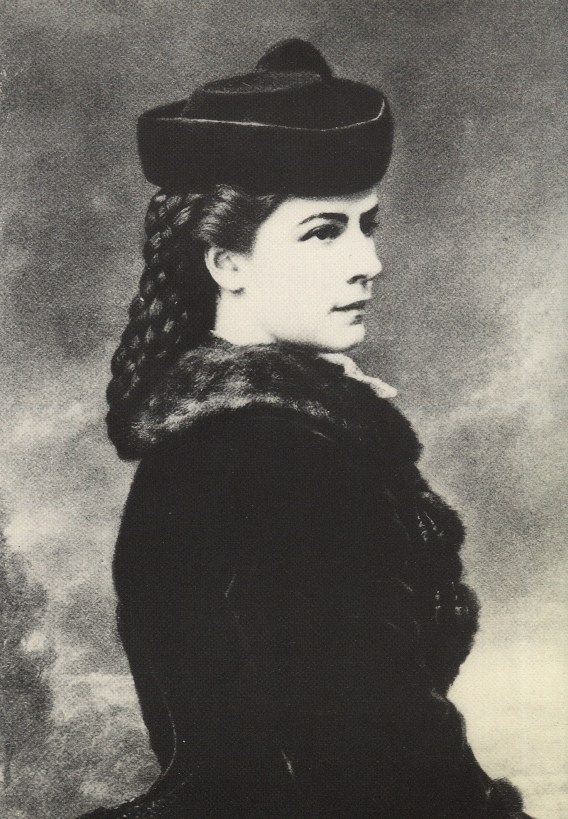
Sissi, tante de Marie von Wallersee.
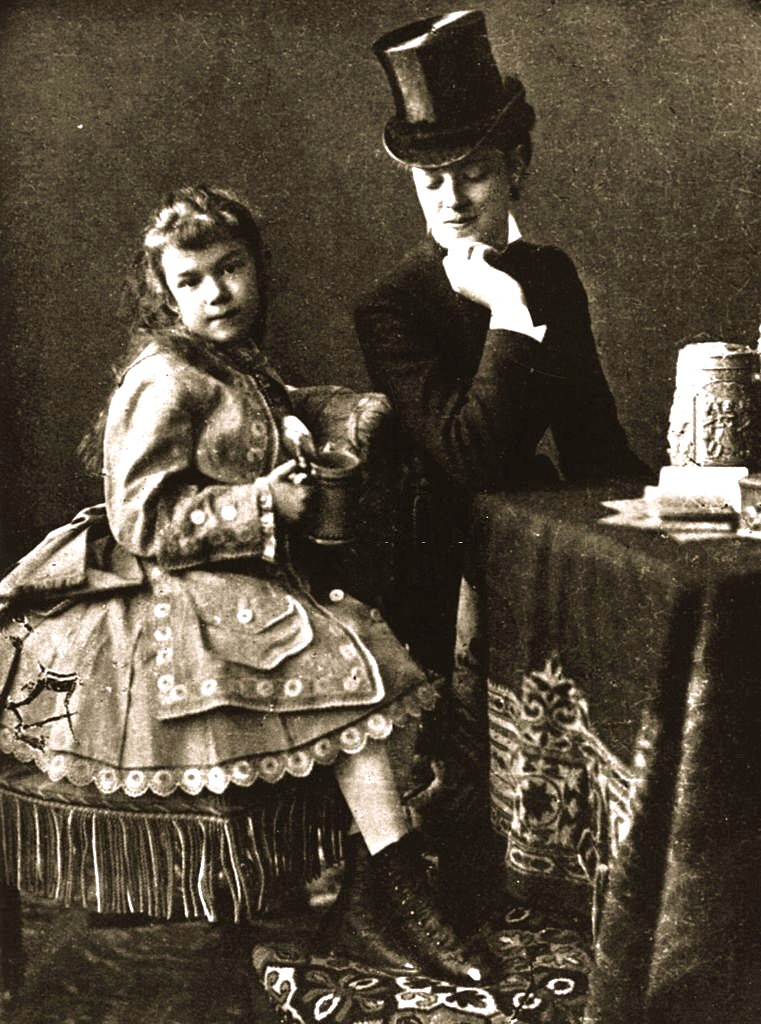
L'archiduchesse Marie-Valérie et Marie-Louise, sa cousine et « compagne de jeu ».

### Un grand mariage

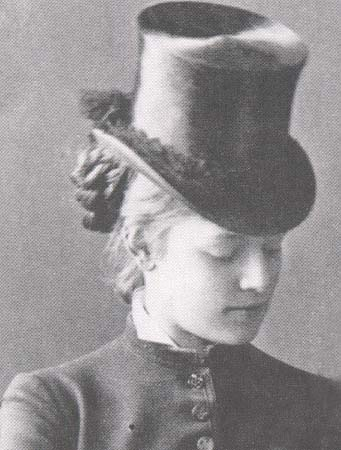
Marie von Wallersee

L'impératrice pousse encore l'avantage et se sert de Marie-Louise pour se venger de l'aristocratie tchèque qui, dans les premiers temps de son mariage, l'a humiliée[réf. nécessaire]. Elle arrange, seule et sans consulter personne — ni Marie-Louise, ni ses parents, ni même l'empereur — le mariage de Marie-Louise avec un riche aristocrate de Bohême. En 1877, à l'âge de 19 ans, Marie-Louise épouse, dans le palais hongrois de Gödöllő, propriété personnelle de l'impératrice, le comte Georges Larisch de Moennich (1855-1928) qui obéit à sa souveraine et à ses ambitions. 
Le couple s'installe à Troppau (Silésie) avant qu'ils soient nommés respectivement dame de la Cour et chambellan à Vienne, alors que les contacts avec l’impératrice  s'espacent. Ce mariage est en fait un cadeau de rupture de la part de l'impératrice qui commence à se lasser de ses propres enfantillages et revient peu à peu à la raison.[réf. nécessaire]
Le comte, comme nombre de ses pairs, mène une vie dissolue où le jeu tient une place importante, la comtesse se console en menant une vie mondaine frivole et adultère. 
Durant cette union peu harmonieuse naissent cinq enfants : 
- Franz-Joseph Ludwig Georg Maria, comte Larisch de Moennich, baron d'Ellgoth et Karwin (1878–1937), océanographe, épouse en 1901 l’héritière américaine Mary Satterfield avec qui il a deux fils :
  - Hans-Heinrich George Ludwig Franz Maria, comte Larisch de Moennich
  - Demetre Johann Benedikt Ferdinand Franz Maria, comte Larisch de Moennich
- Marie Valerie Franziska Georgine (1879–1915), elle épousa le vicomte Michele Carl Davide Maximilian Ernst Visentin, natif de la ville de Trente (1881-), avec qui elle eut un fils. Ne pouvant plus avoir d'enfants et étant séparée, puis divorcée, depuis longtemps, elle devint avec sa permission religieuse missionnaire ; elle mourra d'une fièvre tropicale [1].
  - Le vicomte Giovanni Visentin
- Marie Henriette Alexandra (1884–1907) morte de la variole ;
- Georges Heinrich Maria (1886–1909) se suicide en apprenant le rôle de sa mère dans la tragédie de Mayerling et qui était son père biologique[réf. nécessaire] ;
- Friedrich Karl Ludwig Maria (1894–1929)

Bien que tous reconnus par son époux, seuls les deux aînés sont légitimes. Marie Henriette et Georges sont issus de sa liaison avec Heinrich Baltazzi (de), l'oncle de la baronne Marie Vetsera ; Friedrich est lui le fruit de sa liaison avec Karl Ernst von Otto-Kreckwitz, conçu alors qu'elle vit séparée de son mari depuis 1889.

### Scandale de Mayerling

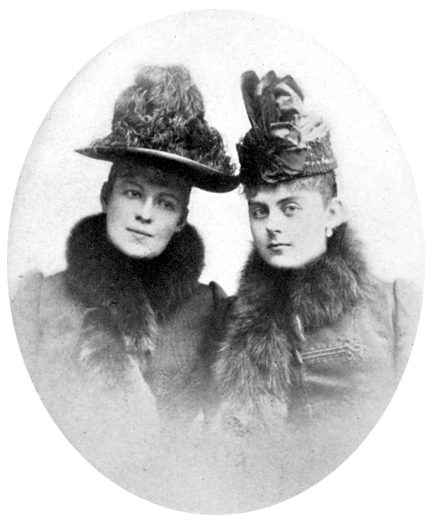
La comtesse Larisch et la baronne Marie Vetsera

La comtesse Larisch, ainsi qu'elle est appelée à la Cour, y fréquente son cousin du même âge, l'archiduc héritier Rodolphe et son cousin et complice l'archiduc Jean-Salvator de Toscane. 
De sa cousine très dépensière, l'archiduc Rodolphe réglera, de concert avec Baltazzi, les nombreuses dettes. Rodolphe continue à le faire lorsque celui-ci décide qu’il avait suffisamment payé de « pension alimentaire ». Redevable à son cousin dépressif, Marie-Louise lui présente la nièce de son amant Marie Vetsera, âgée de 16 ans. 
Peu avant le drame de Mayerling où il trouve la mort, l'archiduc Rodolphe remet à sa cousine un coffret de fer contenant des papiers personnels. 
Compromise par son rôle d'entremetteuse, tout comme l'archiduc Jean-Salvator par ses relations politiques, la comtesse Larisch est disgraciée par sa tante, qui lui refuse le droit de s'expliquer et lui interdit de reparaître.  Elle remet le coffret en fer à l'archiduc Jean-Salvator qui, exclu de la famille impériale, disparaît en mer l'année suivante.
Son mari, refusant de reprendre la vie commune et, bien qu'ayant endossé la paternité de ses trois derniers enfants, afin de sauver les apparences, divorce en 1896. 
Marie-Louise se retire dans sa Villa Valérie de Rottach-Egern en Bavière. Sa mère, la discrète Henriette Mendel, meurt d'un cancer de l'estomac, en 1891. Son père, toujours amateur de théâtre, se remarie avec une artiste de music-hall de 40 ans sa cadette. Marie-Louise, qui a 13 ans de plus que la nouvelle épouse de son père, rompt toute relation avec lui.

### Second mariage
En 1897, Marie-Louise von Wallersee-Larisch épouse à Munich Otto Brucks (1854-1914), chanteur lyrique dont elle a un fils, son sixième enfant,  Otto Brucks Junior (1899–1977). 

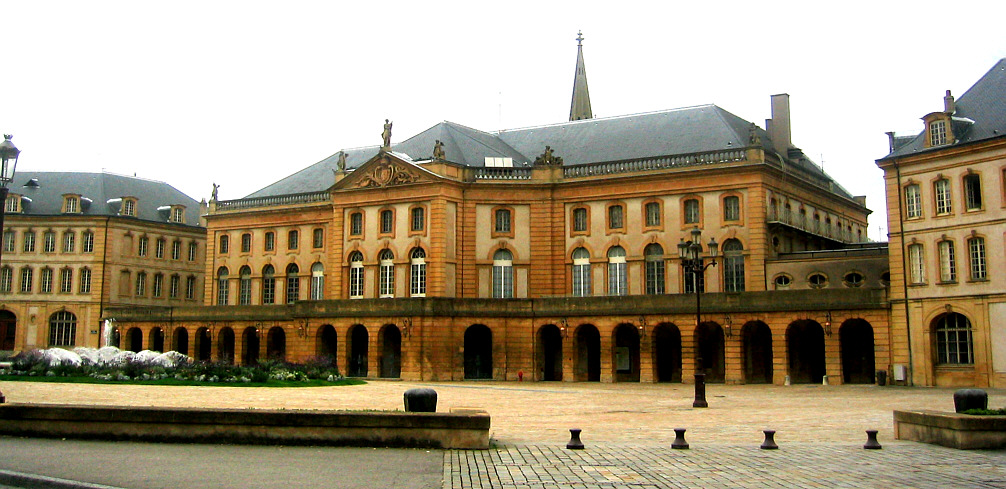
Théâtre de Metz

Son mariage avec « cette comtesse Larisch » au passé scandaleux est la cible de calomnies de la société, et brise la carrière d'artiste du ténor, il sombre dans l'alcoolisme. Ne pouvant plus paraître sur scène, il est nommé, en 1906, directeur du théâtre de Metz, alors ville allemande.
Marie-Louise perd, à court intervalle, ses deux enfants conçus avec Heinrich Baltazzi. En 1907, sa fille Marie Henriette meurt de la variole. En 1909, son fils Georges, apprenant qui est son père, et, accablé par le lien de sa mère avec le drame de Mayerling, se suicide à Naples.
En 1914, son second mari meurt des complications d'une cirrhose du foie.

### My past
Après l'assassinat de l'impératrice en 1898, Marie écrit  My Past avec l'aide d'un journaliste anglais (mémoires dont la véracité sera contestée) pour se justifier. La Cour de Vienne lui demande de renoncer à les publier contre attribution d'une pension à vie. Mais elle trahit ses engagements et ses Mémoires paraissent en 1913, sans rencontrer toutefois le succès financier escompté, dans le contexte déjà chargé de la crise des Balkans. 
La Première Guerre mondiale éclate. Marie-Louise, âgée de 56 ans, s'engage comme infirmière.
Sa fille aînée Marie-Valerie décède, en 1915, d'une maladie tropicale attrapée dans les missions. L'empereur son oncle s'éteint, le 21 novembre 1916 à  86 ans. 
Le 12 novembre 1918, la monarchie des Habsbourg-Lorraine, vaincue, s'effondre. Marie-Louise, veuve et rejetée de tous, est ruinée.

### Troisième mariage
Elle en est réduite à devoir travailler. Elle devient gouvernante à Berlin, et joue même, en 1920, dans un film muet sur la vie de l'impératrice Élisabeth.
En 1924, alors qu'elle est âgée de soixante-six ans, est publié à New York un article relatant son triste destin et où elle se déclare prête à épouser tout homme qui pourra lui faire quitter l'Europe avec son fils survivant. Un homme se porte candidat et, en 1924, elle épouse l'Américain William Meyers. 
Cet agriculteur de Floride, qui se fait passer pour un naturopathe, est un homme violent et un imposteur qui pensait s'enrichir en épousant une comtesse européenne. Maltraitée, elle le quitte dès 1926 et fuit s'installer dans le New Jersey. Ils divorcent en 1928. 
Âgée de 70 ans, sans argent, elle est employée comme cuisinière et femme de ménage. En 1929, elle retourne en Europe.

### Fin de vie
Elle se bat contre des éditeurs américains et allemands qui présentent sa vie sous un jour défavorable. Elle continue à lutter pour sa réhabilitation. Son fils cadet Friedrich meurt, suivi en 1937 de son aîné François-Joseph. Son premier mari est décédé en 1928.  
Âgée de 82 ans, ayant survécu à ses trois maris et à ses cinq enfants, la baronne de Wallersee meurt, le 4 juillet 1940, dans un hospice d'Augsbourg, au début de la Seconde Guerre mondiale.

## Dans la culture
- Le Secret de Mayerling, un film de Jean Delannoy (1949)